# Europese weg 123
De Europese weg 123 of E123 is een Europese weg die loopt van Čeljabinsk in Rusland naar Pantsji Pojon in Tadzjikistan.

## Algemeen
De Europese weg 123 is een Klasse A Noord-Zuid-referentieweg en verbindt het Russische Tsjeljabinsk met het Tadzjiekse Pantsji Pojon komt hiermee op een afstand van ongeveer 2840 kilometer. De route is door de UNECE als volgt vastgelegd: Tsjeljabinsk - Qostanay - Zapadnoje - Buzylyq - Derzjavin - Arkalyk - Jezqazğan - Qızılorda - Şımkent - Tasjkent - Aini - Doesjanbe - Pandzji Pojon.